# Astrodendrum elingamita
Astrodendrum elingamita is een slangster uit de familie Gorgonocephalidae.
De wetenschappelijke naam van de soort werd in 1974 gepubliceerd door Baker.